# Český Superpohár 2013
La Český Superpohár 2013 si è disputata il 12 luglio al Doosan Arena di Plzeň. La sfida ha visto contrapposte il Viktoria Plzeň campione di Repubblica Ceca in carica e lo Jablonec detentore dell'ultima Coppa della Repubblica Ceca.
Lo Jablonec ha conquistato il suo primo titolo.

## Tabellino
| Arbitro: | Miroslav Zelinka |

|                  |           |                                  |
| Wágner 5’, 90+3’ | Marcatori | 57’ Beneš 63’ Hubník 90+2’ Kopic |